# Lijst van voetbalinterlands Montserrat - Suriname
Deze lijst van voetbalinterlands is een overzicht van alle officiële voetbalwedstrijden tussen de nationale teams van Montserrat en Suriname. De landen speelden tot op heden twee keer tegen elkaar. De eerste ontmoeting, een kwalificatiewedstrijd voor het Wereldkampioenschap voetbal 2010, werd gespeeld in Macoya (Trinidad en Tobago) op 26 maart 2008. Het laatste duel, een kwalificatiewedstrijd voor de Caribbean Cup 2012, vond plaats op 5 september 2012 in Le Lamentin (Martinique).

## Wedstrijden
| № | Plaats      | Datum            | Competitie                      | Wedstrijd             | Uitslag |
| - | ----------- | ---------------- | ------------------------------- | --------------------- | ------- |
| 1 | Macoya      | 26 maart 2008    | WK 2010 kwalificatie            | Montserrat – Suriname | 1 – 7   |
| 2 | Le Lamentin | 5 september 2012 | Caribbean Cup 2012 kwalificatie | Montserrat − Suriname | 1 − 7   |

## Samenvatting
| Competitie                 | Totaal gespeeld | Winst Montserrat | Gelijk | Winst Suriname | Doelsaldo Montserrat – Suriname |
| -------------------------- | --------------- | ---------------- | ------ | -------------- | ------------------------------- |
| WK-kwalificatie            | 1               | 0                | 0      | 1              | 1 − 7                           |
| Caribbean Cup-kwalificatie | 1               | 0                | 0      | 1              | 1 − 7                           |
| Totaal                     | 2               | 0                | 0      | 2              | 2 − 14                          |

SVB · 
Surinaams vrouwenelftal · 
Olympisch elftal
1934 – 1939 ·
1940 – 1949 ·
1950 – 1959 ·
1960 – 1969 ·
1970 – 1979 ·
1980 – 1989 ·
1990 – 1999 ·
2000 – 2009 ·
2010 – 2019 ·
2020 – 2029
Anguilla ·
Antigua en Barbuda ·
Aruba ·
Barbados ·
Bermuda ·
Britse Maagdeneilanden ·
Canada ·
Costa Rica ·
Cuba ·
Curaçao ·
Denemarken ·
Dominica ·
Dominicaanse Republiek ·
El Salvador ·
Grenada ·
Guatemala ·
Guyana ·
Haïti ·
Honduras ·
India ·
Jamaica ·
Kaaimaneilanden ·
Mexico ·
Montserrat ·
Nederland ·
Nederlandse Antillen ·
Nicaragua ·
Puerto Rico ·
Saint Kitts en Nevis ·
Saint Lucia ·
Saint Vincent en de Grenadines ·
Thailand ·
Trinidad en Tobago
MFA · A-internationals
1990 – 1999 · 
2000 – 2009 · 
2010 – 2019 ·
2020 − 2029
1991 · 
1992 · 
1993 · 
1994 · 
1995 · 
1996 · 
1997 · 
1998 · 
1999 · 
2000 · 
2001 · 
2002 · 
2003 ·
2004 · 
2005 · 
2006 · 
2007 · 
2008 · 
2009 · 
2010 · 
2011 · 
2012 ·
2013 ·
2014 ·
2015 ·
2016 ·
2017 ·
2018 ·
2019 ·
2020 ·
2021 ·
2022 ·
2023 ·
2024 ·
Amerikaanse Maagdeneilanden ·
Anguilla ·
Antigua en Barbuda ·
Aruba ·
Barbados ·
Belize ·
Bermuda ·
Bhutan ·
Britse Maagdeneilanden ·
Curaçao ·
Dominicaanse Republiek ·
El Salvador ·
Grenada ·
Guyana ·
Haïti ·
Kaaimaneilanden ·
Nicaragua ·
Panama ·
Saint Kitts en Nevis ·
Saint Lucia ·
Saint Vincent en de Grenadines ·
Suriname ·
Trinidad en Tobago